# 空き巣

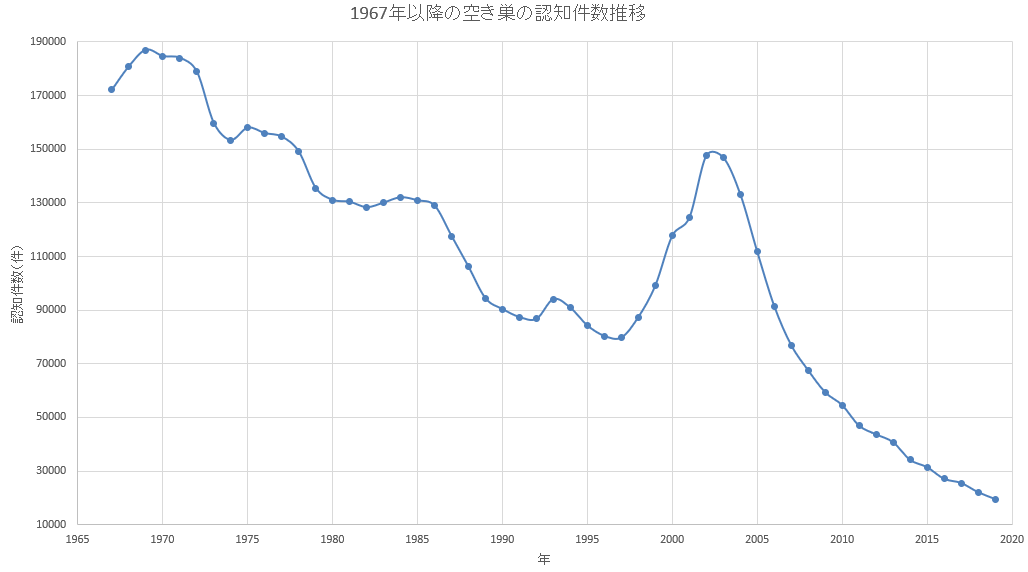
空き巣の認知件数推移(1967年以降）

空き巣（あきす）とは、留守中の家屋に侵入し、家人と接触しないことで強盗せずに財産を窃盗すること。侵入窃盗の一種。または人の居ない家、または空き巣行為を行う者のことを意味する。空巣狙いの略。
同じく侵入窃盗であるが、家人が在宅中に忍び込むものの気づかれないことで接触せずに盗む行為、または行為者のことを、居空き（いあき）という。また同じく侵入窃盗のうち、家人が就寝中の家屋に忍び込んでする窃盗行為、又は行為者のことを、忍び込み（しのびこみ）という。
逆に人がいるのに脅迫や拘束することで無理矢理盗む行為はコンビニや銀行など営業中へする場合は強盗、更には家や非営業時間の店舗など強盗先が入ることも違法行為な場所の場合は侵入強盗と呼ばれる。
空き巣・居空き・忍込みを総称して、住宅対象侵入窃盗（じゅうたく たいしょう しんにゅう せっとう）という。住宅対象侵入窃盗の約3分の2を空き巣が占め、侵入窃盗の中で最も多い犯罪である。
現行の住宅対象侵入窃盗犯罪を指す空き巣は、大正から第二次世界大戦前に犯罪常習者間で用いられた「ネライ」、「ヒルトビ」、「日中」等と同義の隠語のひとつとされる。

## 空き巣の統計と実態
法務省と警察庁の統計データより、1967年～2019年の認知件数は、1967年～1969年にかけて増加し、1969年は1967年以降最多の18万6,986件となった。1970年～1997年は、一時的な増加があったにせよ減少傾向であり、1997年は7万9,746件であった。1998年～2002年は増加傾向であり、2002年は14万7,500件であった。2003年以降は減少傾向となり、2019年は1967年以降最少の1万9,584件となった。
そして、警察等に認知されていない犯罪の件数（暗数）を含めて実際の犯罪実態を調べる目的で2000年以降数年に1回行われる法務省の2019年犯罪被害実態調査により、空き巣等の侵入盗も含まれている不法侵入の被害があった人の割合は、2018年中に被害が遭ったと回答した者の割合は0.7%、2014年～2018年の間に遭ったと回答した者の割合の場合は、2.3%であった。なお、不法侵入の被害に遭った者の内、金品の被害に遭った者は、分からないと回答した者を除いて、約58%と、6割近くを占めている。また、また，2018年に不法侵入の被害に遭ったと答えた人のうち、約2割が2回以上被害に遭っている。
この調査は2000年以降5回行われているが、被害に遭う割合は2008年調査まで4%前後だったが、2012年調査以降、被害率が低下し、2019年犯罪被害実態調査では、今までの調査の中で最も低い被害率となった。(5年以内被害率　2000年:4.1%→2004年:3.9%→2008年:4.0%→2012年:3.4%→2019年:2.3% )
そして、被害を警察に届け出た割合は約46.9%と半分に満たない。もし、警察が把握した認知件数に先程の申告した割合で割った場合、2019年の暗数を含めた推定被害件数は約4万1,800件となり、約2万2,000件が届け出されてない状態となる。

## 侵入窃盗と侵入強盗の種類と内訳
2021年の警察庁の全国データによると強盗・窃盗の件数によると「侵入強盗」先で最多が「コンビニエンスストア」で106件、2位が「住宅」が97件であった。さらに2021年に発生した「侵入窃盗」は3万7240件であった。侵入窃盗のうち「空き巣」は1万1166件、「忍び込み」は5135件、「居空き」は982件であった。